# 遠藤不比人
遠藤 不比人（えんどう ふひと、1961年 - ）は、日本の英文学・文化学者、成蹊大学文学部教授。

## 人物・来歴
東京都生まれ。慶應義塾大学文学部卒業。慶應義塾大学大学院文学研究科博士課程単位取得退学。2012年「破綻/思弁するモダニズム 死の欲動とイギリス戦間期の文学」で、一橋大学より博士（学術）の学位を取得。東京都立大学で助教授を務めた後、成蹊大学文学部教授。専攻は、20世紀イギリス文学・文化。

## 著書
- 『死の欲動とモダニズム イギリス戦間期の文学と精神分析』慶應義塾大学出版会、2012
- 『日本表象の地政学 海洋・原爆・冷戦・ポップカルチャー』彩流社、2014
- 『情動とモダニティ──英米文学／精神分析／批評理論』彩流社、2017

### 共編著
- 『愛と戦いのイギリス文化史 1900 - 1950年』武藤浩史、川端康雄、大田信良、木下誠共編 慶應義塾大学出版会、2007
- 『転回するモダン イギリス戦間期の文化と文学』大田信良、加藤めぐみ、河野真太郎、高井宏子、松本朗共編 研究社、2008
- 『文学研究のマニフェスト ポスト理論・歴史主義の英米文学批評入門』三浦玲一編著 大田信良、越智博美、河野真太郎、中井亜佐子、中山徹共著 研究社、2012

### 翻訳
- 『しみじみ読むイギリス・アイルランド文学 現代文学短編作品集』阿部公彦編 岩田美喜、片山亜紀、田尻芳樹、田村斉敏共訳 松柏社、2007
- トッド・デュフレーヌ『〈死の欲動〉と現代思想』みすず書房、2010
- ジョージ・マカーリ『心の革命: 精神分析の創造』みすず書房, 2020.9

## 参考
- [ISBN　978-4-622-07443-4]